# Чарльз Крічфілд
Чарльз Луїс Крічфілд (англ. Charles Louis Critchfield, 7 червня 1910 — 12 лютого 1994) — американський фізик, учасник Мангеттенського проєкту. Зробив значний внесок у розробку перших американських ядерних бомб і ракет Atlas. Один із піонерів дослідження зоряного нуклеосинтезу (стаття з Бете 1938 року про синтез дейтронів з протонів) і пошуку первинних електронів у космічних променях за допомогою повітряних куль.
Закінчив Університет Джорджа Вашингтона і в ньому ж в 1939 році здобув ступінь доктора філософії. На початку Другої світової війни займався вдосконаленням конструкції вогнепальної зброї. У 1943—1946 працював у Лос-Аламоській лабораторії в Мангеттенському проєкті, де він брав участь у розробці зброї поділу гарматного типу, ядерних бомб «Малюк» і «Худий», а також керував розробкою ініціатора нейтронів, який запускав ядерну бомбу «Товстун». Після війни він став професором Університету Міннесоти, а потім віцепрезидентом з досліджень у підрозділі Convair компанії General Dynamics, де працював над сімейством ракет Atlas. З 1961 до виходу на пенсію в 1977 році знову працював в Лос-Аламоській лабораторії.

## Біографія

### Раннє життя
Чарльз Луїс Крічфілд народився в Шриві, штат Огайо, 7 червня 1910 року, а виріс у Вашингтоні, округ Колумбія. Він здобув ступінь бакалавра (1934) і магістра (1936) математики в Університеті Джорджа Вашингтона. Там само захистив дисертацію доктора філософії з фізики (1939) під керівництвом Едварда Теллера.
Під час навчання Крічфілда в аспірантурі колега його наукового керівника Георгій Гамов познайомив його з Гансом Бете. В 1938 році Бете і Крічфілд написали статтю, в якій проаналізували реакцію ядерного синтезу, в якій протони зливаються у дейтрони. Наступного року Бете показав, що цей процес є ключовою ланкою протон-протонного ланцюжка, основного способу вивільнення енергії в сонячному ядрі, а в 1967 році за цю сукупність робіт із зоряного нуклеосинтезу Бете був нагороджений Нобелівською премією.

### Друга Світова війна
Після закінчення університету Крічфілд протягом року викладав оптику в Рочестерському університеті на запрошення Віктора Вайскопфа. У 1940 році він здобув стипендію Національної дослідницької ради і почав працювати під керівництвом Юджина Вігнера в Інституті перспективних досліджень у Принстонському університеті. У цей час Роберт Кент щойно залучив Джона фон Неймана до консультативної ради Лабораторії балістичних досліджень на Абердинському полігоні, і Крічфілд супроводжував фон Неймана та Вігнера під час кількох їхніх візитів в Абердин. У 1942 році, після короткого перебування в Гарвардському університеті, Крічфілд відправився в Інститут Карнегі у Вашингтоні, де продовжив свої балістичні дослідження, результатом яких стали три патенти на вдосконалені конструкції піддонів вогнепальної зброї.

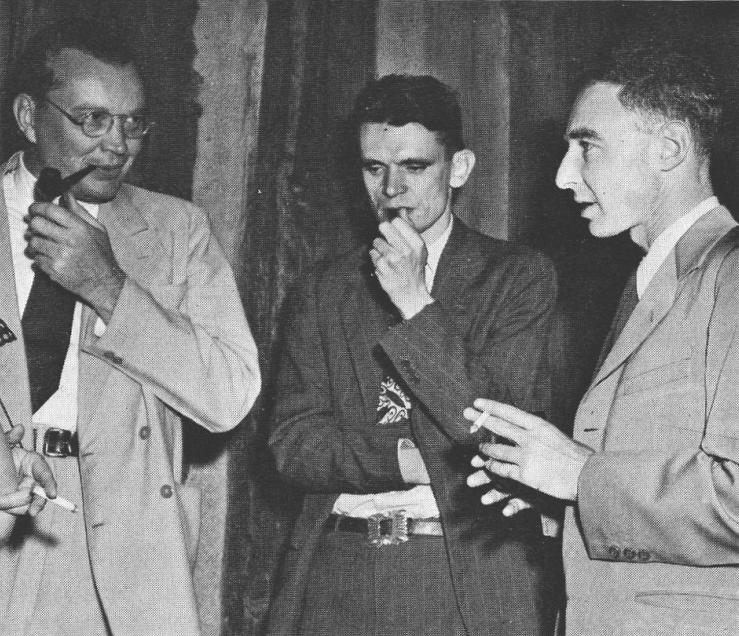
Ерік Джетт, Чарльз Крічфілд і Роберт Оппенгеймер у Лос-Аламосі

Через досвід Крічфілда з балістики, Теллер і Роберт Оппенгеймер переконали його в 1943 році перейти в Лос-Аламоську національну лабораторію, щоб в межах Мангеттенського проєкту працювати над створенням американської ядерної зброї. В Лос-Аламосі Крічфілд приєднався до відділу боєприпасів під командуванням капітана Вільяма Парсонса. Як керівник групи мішеней, снарядів і джерел, він працював над зброєю поділу гарматного типу, ядерними бомбами «Малюк» і «Худий».
У квітні 1944 року Мангеттенський проєкт пережив кризу, коли Еміліо Сегре виявив, що плутоній, виготовлений у ядерних реакторах, не працюватиме в «Худому». У відповідь у серпні Оппенгеймер повністю реорганізував лабораторію, щоб зосередитися на розробці ядерної зброї імплозійного типу. Він перепризначив Крічфілда керівником групи до нового відділу під керівництвом Роберта Бахера. Група Крічфілда відповідала за розробку та випробування ініціатора нейтронів, який запускав ядерний вибух бомби «Товстун».

### Після війни
Крічфілд залишив Лос-Аламос у 1946 році та повернувся до Університету Джорджа Вашингтона, але незабаром пішов звідти, щоб приєднатися до Вігнера в Національній лабораторії Оук-Ридж. У 1947 році він став професором-асистентом в Університеті Міннесоти, де разом з Едвардом Неєм і Джоном Вінклером він брав участь у секретному проєкті з удосконалення технології повітряних куль. Тут разом із Ліландом Болом він винайшов і запатентував нову конструкцію повітряної кулі, а разом із Неєм та його ученицею Софі Олексою він брав участь у ранніх пошуках первинних електронів у космічних променях. 1949 року Крічфілд у співавторстві з Георгієм Гамовим видав книгу «Теорія атомного ядра та джерел ядерної енергії».
У 1955 році, здобувши звання повного професора в Університеті Міннесоти, Крічфілд став віцепрезидентом з досліджень на авіабудівному підприємстві Convair. Тут він працював над ракетами сімейства Atlas, яке починалось як серія міжконтинентальних балістичних ракет, а потім розвинулося в ракети-носії для проєкту Меркурій та багатьох інших космічних місій. Крічфілд також створив науково-дослідну лабораторію Convair, співробітники якої мали працювати консультантами для інженерних підрозділів компанії та виконувати фундаментальні наукові дослідження. У 1957 році учень Крічфілда Вільям Еріксон приєднався до цієї лабораторії та створив радіообсерваторію Кларк Лейк. У 1963 році цей заклад, де проводилися довгохвильові спостереження, було передано Університету Меріленду, де Еріксон став професором. Хоча початкова обсерваторія вже не працює, подібні дослідження тривають у набагато більшій Довгохвильовій решітці в центральній частині Нью-Мексико.

### Подальше життя
На початку листопада 1959 року міністр оборони президента Дуайта Ейзенхауера Ніл Макелрой обрав Крічфілда головою Агентства передових оборонних дослідницьких проєктів. Макелрой сподівався, що Крічфілд зможе виправити проблемну ракетну програму країни, але Крічфілд не хотів працювати на зарплату директора в 19 000 доларів. Тоді Макелрой запропонував дозволити Крічфілду служити без оплати, за умови, що уряд оплачуватиме лише його витрати в розмірі 15 доларів на день і дозволить Крічфілду далі отримувати свою зарплату в Convair у розмірі близько 40 000 доларів. Крічфілд прийняв цю пропозицію, але наштовхнувся на шквал політичної та медійної критики через конфлікт інтересів, бо агентство, яке він мав очолити, мало контракти з Convair на 4 мільйони доларів щорічно. Тоді Крічфілд відкликав своє ім'я зі списку претендентів на посаду.
У 1961 році Крічфілд прийняв посаду професора в Університеті Вісконсину в Медісоні, але до того, як він встиг туди переїхати, його друзі Карсон Марк і Норріс Бредбері запропонували йому посаду в Лос-Аламосі, яку він і обійняв. Він залишався на цій посаді до свого виходу на пенсію в 1977 році та продовжував співпрацювати з Лос-Аламоською національною лабораторією до самої смерті.
Він помер 12 лютого 1994 року, після тривалої хвороби на рак. Його некролог у Physics Today написали Карсон Марк, Луї Розен, Едвард Теллер і Роджер Мід. Чарльз Крічфілд похований поруч зі своєю дружиною Джин на цвинтарі Гуахе-Пайнс в окрузі Лос-Аламос, штат Нью-Мексико.

## Публікації

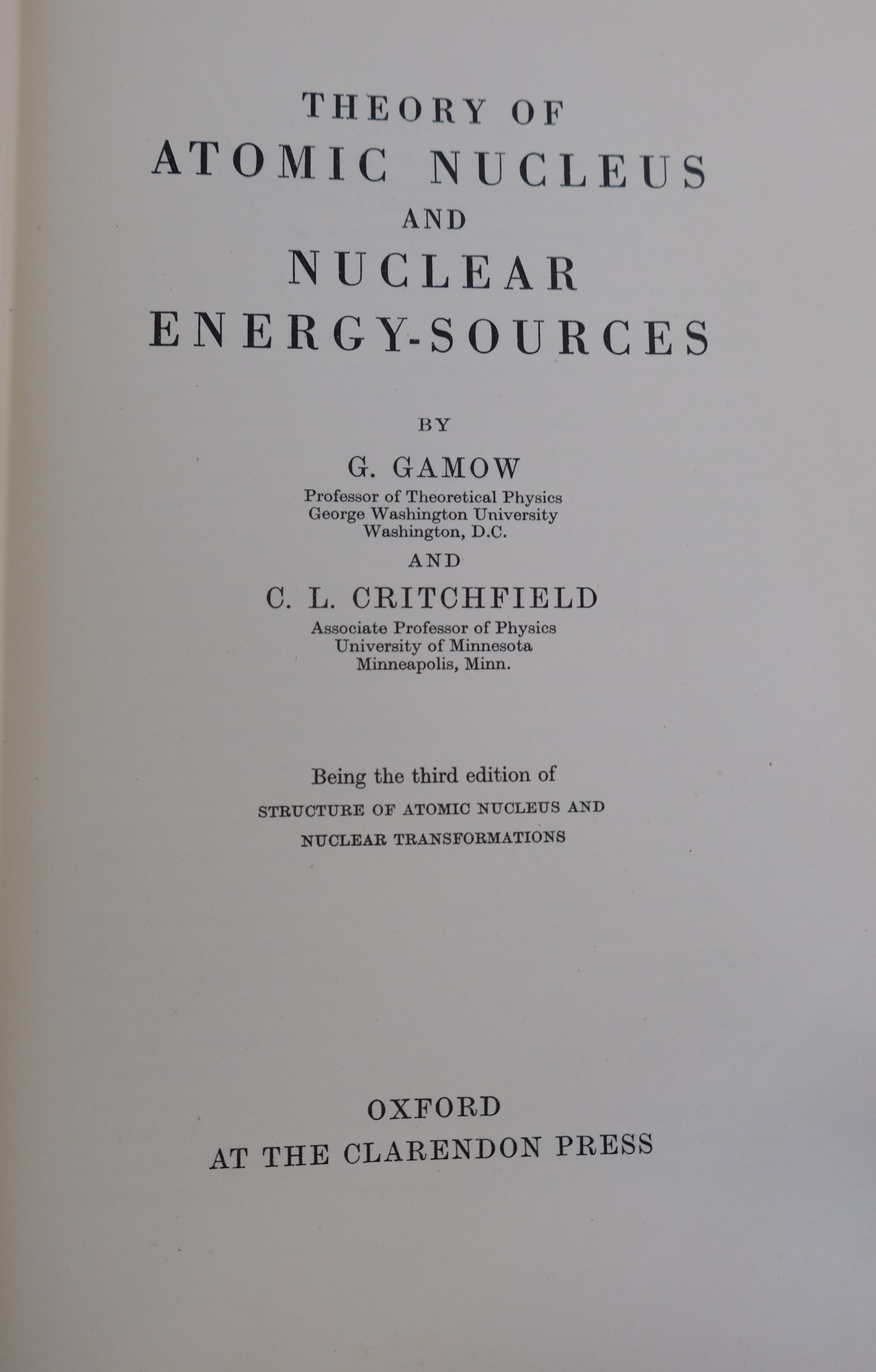
Титульна сторінка примірника «Теорії атомного ядра та ядерних джерел енергії» 1949 року

### Книги
- G. Gamow, C.L. Critchfield. Теорія атомного ядра та джерел ядерної енергії = Theory of atomic nucleus and nuclear energy sources. — Oxford : Clarendon Press, 1949. — 344 с.

### Вибрані статті
- Bethe, H. A., Critchfield, C. L. The formation of deuterons by proton combination // Physical Review. — 1938. — Vol. 54, iss. 4. — P. 248. — DOI:10.1103/PhysRev.54.248.
- Critchfield, C. L. The Antisymmetrical Interaction in Beta-Decay Theory // Physical Review. — 1943. — Vol. 63, iss. 11-12. — P. 417. — DOI:10.1103/PhysRev.63.417.
- Critchfield, C. L., Dodder, D. C. Phase shifts in proton-alpha-scattering // Physical Review. — 1949. — Vol. 76, iss. 5. — P. 602. — DOI:10.1103/PhysRev.76.602.
- Critchfield, C. L., Dodder, D. C. On the Scattering of Protons in Hydrogen // Physical Review. — 1949. — Vol. 75, iss. 3. — P. 419. — DOI:10.1103/PhysRev.75.419.
- Critchfield, C. L., Ney, E. P.[en], Oleksa, S. Soft radiation at balloon altitudes // Physical Review. — 1952. — Vol. 85, iss. 3. — P. 461. — DOI:10.1103/PhysRev.85.461.
- Critchfield, C. L. Scalar binding of quarks // Physical Review D. — 1975. — Vol. 12, iss. 3. — P. 923. — DOI:10.1103/PhysRevD.12.923.
- Critchfield, C. L. Scalar potentials in the Dirac equation // Journal of Mathematical Physics. — 1976. — Vol. 17, iss. 2. — P. 261-266. — DOI:10.1063/1.522891.

### Патенти
- US patent 2638051, Critchfield, C. L., "Subcaliber projectile", issued 1953-05-12
- US patent 3063656, Bohl, L. S., Critchfield, C. L., Huch, W. F., Ney, E. P., Winckler, J. R., "Plastic cylinder balloon", issued 1962-11-13
- US patent 2996992, Critchfield, C. L., Mcg, M. J., "Projectile", issued 1961-08-22
- US patent 2992612, Critchfield, C. L., Mcg, M. J., "Projectile", issued 1961-07-18